# Philadelphia 76ers 1966-1967
La stagione 1966-67 dei Philadelphia 76ers fu la 18ª nella NBA per la franchigia.
I Philadelphia 76ers vinsero la Eastern Division con un record di 68-13. Nei play-off vinsero la semifinale di division con i Cincinnati Royals (3-1), la finale di division con i Boston Celtics (4-1), vincendo poi il titolo battendo nella finale NBA i San Francisco Warriors (4-2).
I 76ers 1966-1967 sono stati inseriti nel 1996 tra le 10 migliori squadre della storia NBA.

## Eastern Division
| Squadra              | V  | P  | %    | GB |
| -------------------- | -- | -- | ---- | -- |
| Philadelphia 76ers C | 68 | 13 | 84,0 | -  |
| Boston Celtics       | 60 | 21 | 74,1 | 8  |
| Cincinnati Royals    | 39 | 42 | 48,1 | 29 |
| New York Knicks      | 36 | 45 | 44,4 | 32 |
| Baltimore Bullets    | 20 | 61 | 24,7 | 48 |

## Roster
| \| Pos. \| Num. \| Naz. \| Nome \| Altezza \| Peso \| Data nascita \| Provenienza \| \| ---- \| ---- \| ---- \| ----------------- \| ------- \| ------ \| ------------ \| -------------- \| \| \| \| \| Bowman, Nate \| cm \| kg \| 19-03-1943 \| Wichita State \| \| C \| 13 \| \| Chamberlain, Wilt \| 216 cm \| 125 kg \| 21-08-1936 \| Kansas \| \| G \| 21 \| \| Costello, Larry \| 185 cm \| 84 kg \| 02-07-1931 \| Niagara \| \| A/C \| 32 \| \| Cunningham, Billy \| 198 cm \| 95 kg \| 03-06-1943 \| North Carolina \| \| A \| 20 \| \| Gambee, Dave \| 198 cm \| 98 kg \| 16-04-1937 \| Oregon State \| \| G/AP \| 15 \| \| Greer, Hal \| 188 cm \| 79 kg \| 26-06-1936 \| Marshall \| \| G/AP \| 14 \| \| Guokas, Matt \| 196 cm \| 79 kg \| 25-02-1944 \| Saint Joseph's \| \| A/C \| 54 \| \| Jackson, Lucious \| 206 cm \| 109 kg \| 31-10-1941 \| Texas-RGV \| \| G \| 24 \| \| Jones, Wali \| 188 cm \| 82 kg \| 14-02-1942 \| Villanova \| \| G \| 28 \| \| Melchionni, Bill \| 185 cm \| 75 kg \| 19-10-1944 \| Villanova \| \| G/AP \| 25 \| \| Walker, Chet \| 198 cm \| 96 kg \| 22-02-1940 \| Bradley \| \| G \| 12 \| \| Weiss, Bob \| 188 cm \| 82 kg \| 07-05-1942 \| Penn State \| | Allenatore - Alex Hannum Assistente/i - Al Domenico Legenda - (C) Capitano - (FA) Free agent - (S) Sospeso - (TW) Contratto Two-way - (GL) Assegnato a squadra G League affiliata - Infortunato Roster • Transazioni · Ultima transazione: 3 maggio 1967 |                        |                   |         |        |              |                |
| Pos. | Num. | Naz.                   | Nome              | Altezza | Peso   | Data nascita | Provenienza    |
| | | Stati Uniti (bandiera) | Bowman, Nate      | cm      | kg     | 19-03-1943   | Wichita State  |
| C | 13 | Stati Uniti (bandiera) | Chamberlain, Wilt | 216 cm  | 125 kg | 21-08-1936   | Kansas         |
| G | 21 | Stati Uniti (bandiera) | Costello, Larry   | 185 cm  | 84 kg  | 02-07-1931   | Niagara        |
| A/C | 32 | Stati Uniti (bandiera) | Cunningham, Billy | 198 cm  | 95 kg  | 03-06-1943   | North Carolina |
| A | 20 | Stati Uniti (bandiera) | Gambee, Dave      | 198 cm  | 98 kg  | 16-04-1937   | Oregon State   |
| G/AP | 15 | Stati Uniti (bandiera) | Greer, Hal        | 188 cm  | 79 kg  | 26-06-1936   | Marshall       |
| G/AP | 14 | Stati Uniti (bandiera) | Guokas, Matt      | 196 cm  | 79 kg  | 25-02-1944   | Saint Joseph's |
| A/C | 54 | Stati Uniti (bandiera) | Jackson, Lucious  | 206 cm  | 109 kg | 31-10-1941   | Texas-RGV      |
| G | 24 | Stati Uniti (bandiera) | Jones, Wali       | 188 cm  | 82 kg  | 14-02-1942   | Villanova      |
| G | 28 | Stati Uniti (bandiera) | Melchionni, Bill  | 185 cm  | 75 kg  | 19-10-1944   | Villanova      |
| G/AP | 25 | Stati Uniti (bandiera) | Walker, Chet      | 198 cm  | 96 kg  | 22-02-1940   | Bradley        |
| G | 12 | Stati Uniti (bandiera) | Weiss, Bob        | 188 cm  | 82 kg  | 07-05-1942   | Penn State     |